# Murray Head
Pour les articles homonymes, voir Murray et Head.
Murray Head, né le 5 mars 1946 à Londres, est un chanteur et acteur britannique. Il est connu pour son album Say It Ain't So sorti en 1975 et a également joué dans le film de John Schlesinger Un dimanche comme les autres. Il est également connu pour la chanson One Night in Bangkok de Tim Rice, Benny Andersson et Björn Ulvaeus.

## Carrière

### Années 1960-1970

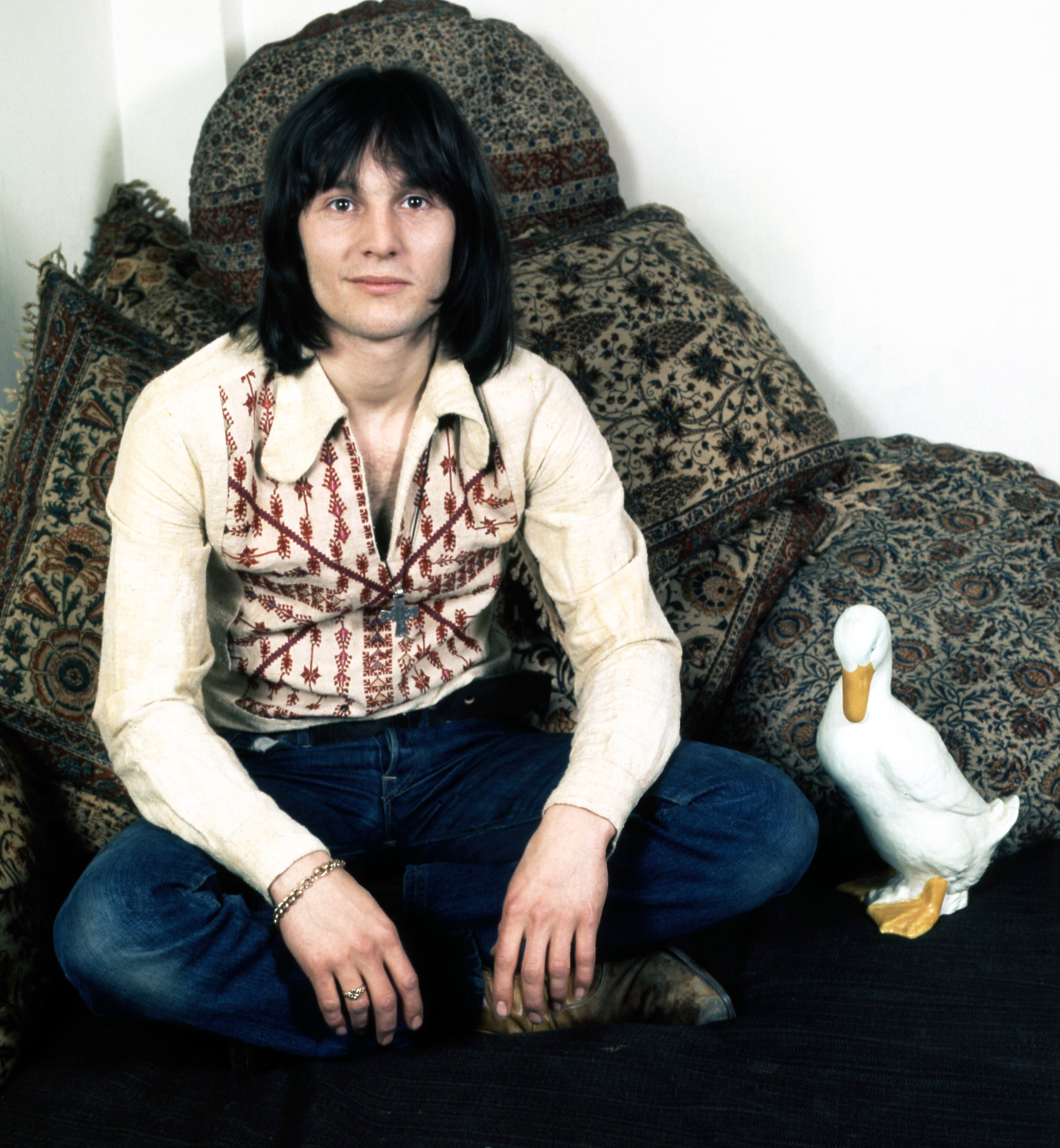
Murray Head en 1972.

Murray Head commence sa carrière dès l'enfance et signe son premier contrat avec EMI au milieu des années 1960. Tim Rice et Andrew Lloyd Webber l'engagent en 1969 pour interpréter Judas Iscariote dans la version originale de l'album Jesus Christ Superstar, auprès de Ian Gillan, le chanteur de Deep Purple, qui interprétait Jésus et Yvonne Elliman qui interprétait Marie-Madeleine. Quant à sa carrière cinématographique, elle prend son envol en 1966 dans un film de Roy Boulting, The Family Way avec Hayley Mills dont la musique a été écrite par Paul McCartney sur des orchestrations de George Martin, pour ce film Murray chante Someday Soon écrite par Tim Rice. Parallèlement à sa carrière au cinéma, il débute aussi à la télé en jouant dans deux épisodes de la série-télé St Ives en 1967. Puis, toujours en 1967, il joue dans le film À cœur joie aux côtés de Brigitte Bardot et Jean Rochefort. Et sur la bande sonore de ce film, on retrouve deux chansons avec David Gilmour au chant, I Must Tell You Why et Do You Want to Marry Me?, quelques mois seulement avant que Gilmour ne fasse son entrée chez Pink Floyd comme guitariste, en remplacement de Syd Barrett.
Puis en 1971, Murray Head décroche un des rôles principaux du film de John Schlesinger Un dimanche comme les autres aux côtés de Peter Finch et Glenda Jackson. Puis il joue le rôle de David, dans le film Madame Claude de Just Jaeckin aux côtés de Françoise Fabian.
Le début des années 1970 marque le début d'une longue histoire d'amour entre Murray et la France : on aperçoit l'acteur-chanteur dans le rôle de Tony-l'Anglais pour le film d'Édouard Molinaro La Mandarine aux côtés d'Annie Girardot et de Philippe Noiret.
Puis il sort un premier disque passé inaperçu, Nigel lived, publié en 1972, c'est un album-concept qui raconte la montée vers le succès puis la chute d'un acteur de cinéma, Nigel, le personnage-clé de l'histoire. L'année 1975 marque l'apogée de la carrière musicale de l'artiste avec la sortie de l'album Say It Ain't So, qui est un véritable triomphe en France et dont la chanson titre retrace l'histoire de Joe Jackson, une star du baseball des années 1920, avec d'autres joueurs des White Sox de Chicago, dont la carrière fut brutalement interrompue à la suite d'une affaire de parties truquées. La célèbre phrase fut lancée par un jeune admirateur désabusé qui cria avec angoisse « Say it ain’t so, Joe! » (« Dis que c’est pas vrai, Joe ! »).
« L'histoire de Joe Jackson sert d'image pour exprimer l'impuissance du spectateur face à la corruption en général, Nixon entre autres à cette époque. Il y a aussi une grande frustration à savoir cette chanson prise pour une chanson d'amour alors que la corruption et le mensonge politique sont toujours aussi présents. » En 1979, Murray apparaît dans l'épisode final de la série télévisée Le Retour du Saint avec Ian Ogilvy dans le rôle de Simon Templar, le titre de cet épisode est La Fille du diplomate.

### Années 1980
En 1982, après le suicide de son ami Patrick Dewaere, Murray Head sort l'album Shade avec Gerry Conway à la batterie, Phil Palmer à la guitare et Geoffrey Richardson (en) au violon. Il y signe la chanson Shades of the prison house qui est plus tard reprise comme bande originale du film Patrick Dewaere, réalisé par Marc Esposito en 1992. Il participe, toujours en 1982, en marge du festival d'Angoulême, à l'émission de France Inter le Tribunal des flagrants délires, animée par Claude Villers, avec la participation de Luis Rego et de Pierre Desproges, à l'occasion du « procès » de Franquin, père des Idées noires, de Gaston Lagaffe, et de Gotlib (Rubrique-à-brac)[réf. souhaitée]. En 1984, après sept albums, il joue dans la comédie musicale Chess, dont est extraite la chanson One Night in Bangkok qui est un succès en Europe et aux États-Unis en 1985. Murray Head retourne au cinéma, notamment avec Sur la route de Nairobi de Michael Radford et Un été d'orages de Charlotte Brändström, dont il signe également la musique. Il compose aussi la musique de Cocktail Molotov de Diane Kurys, À gauche en sortant de l'ascenseur et Pour cent briques, t'as plus rien... d’Édouard Molinaro. En 1987, sort l'album Sooner or Later (en) produit par Steve Hillage anciennement du groupe Gong, sa copine et partenaire Miquette Giraudy y joue les claviers. Aussi présents sur ce huitième album studio de Murray, le fidèle Geoffrey Richardson au violon et à la guitare, Dave Stewart et Barbara Gaskin aux chœurs ainsi que Jakko Jakszyk et le frère de Murray, Anthony Stewart Head, comme choristes.

### Années 1990

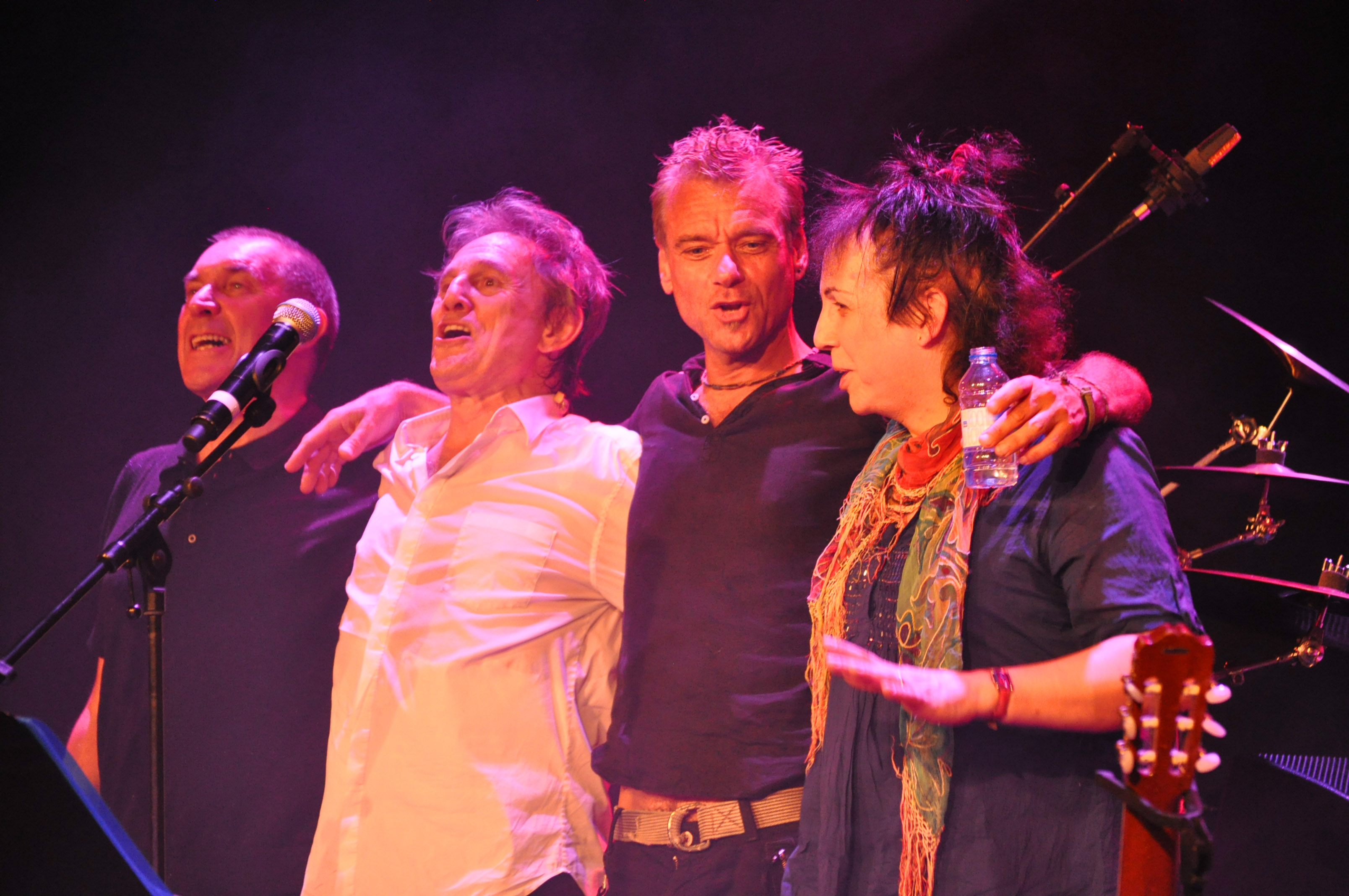
Murray Head en chemise blanche en concert à Liffré en 2011.

Comme il est parfaitement francophone, en 1994, il sort ses premiers titres en français, au Québec, avec Luc Plamondon pour les paroles. Les titres Comme des enfants qui jouent et Une Femme, un Homme (chanté en duo avec Marie Carmen), sont rapidement des tubes. En 1995, il revient en France et enregistre India Song sur un texte de Marguerite Duras et des titres de variations celtiques (album Pipe Dreams). Entre 1995 et 1998, il effectue des recherches sur l’histoire d’amour entre George Sand et Alfred de Musset. Ses recherches sur les pas du couple le mènent à Venise, dans les gorges du Tarn, dans le Berry et à Paris. Le fruit de ce travail conduit à l'écriture du film Enfants du siècle (1999), en collaboration avec François-Olivier Rousseau et Diane Kurys. Pendant cette période, il apparaît également sur les écrans dans Beaumarchais, l'insolent (1996) d’Édouard Molinaro aux côtés de Fabrice Luchini, et dans Le Grand Serpent du monde (1999), film québécois d’Yves Dion.

### Années 2000
En 2002, il participe au nouveau spectacle musical écrit par Luc Plamondon et composé par Romano Musumarra, Cindy. Il s'agit d'une transposition moderne du conte Cendrillon, dans laquelle Cendrillon (Cindy) est une métisse des cités (interprétée par Lââm) et le prince charmant une rock star. Murray Head y joue le père de Cindy. Sorti le 26 février 2002, l'album du spectacle se classe no 24 en France et no 17 en Belgique francophone. Luc Plamondon, producteur du spectacle, reconnaîtra que cette comédie musicale est un échec commercial, malgré un disque d'or pour l'album avec plus de 100 000 exemplaires vendus. Le spectacle est arrêté au bout de quelques semaines. La même année, il participe à deux séries télé québécoise, Asbestos avec Johanne-Marie Tremblay, Frédérick De Grandpré, Normand Chouinard et Murray qui interprète le personnage de Peter Bedford . Puis il est de l'équipe de Music-hall avec Claude Blanchard, Véronique Cloutier et Patrick Huard, Murray joue le rôle de Clife Maisie.
Il participe aussi à de nombreuses séries télévisées au Royaume-Uni. Un album, Rien n'est écrit, constitué en majeure partie de chansons françaises, dont une reprise du succès de Nino Ferrer Le sud, sort le 23 juin 2008. Cet album est aussi sorti avec un CD supplémentaire, avec de nouvelles versions de Say It Ain't So, Joe et Never Even Thought avec Geoffrey Richardson au violon alto, ainsi que des reprises de succès comme You Are, Comme des enfants qui jouent, Maman, Love Yourself, Pity the poor consumer  et son dernier succès One Night in Bangkok qui clôt l'album.

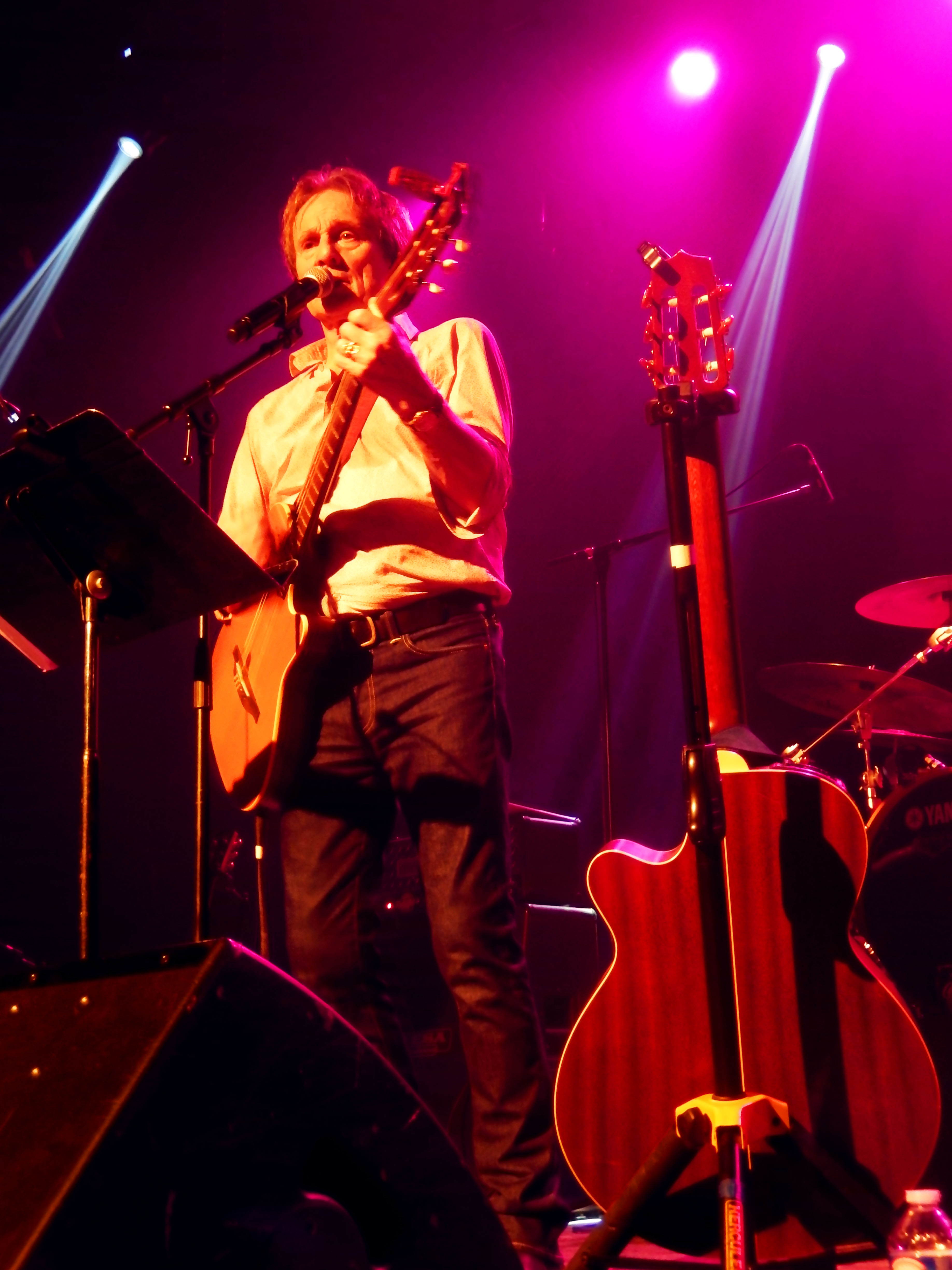
Murray Head en concert à Louvigné-du-Désert en 2017.

### Années 2010

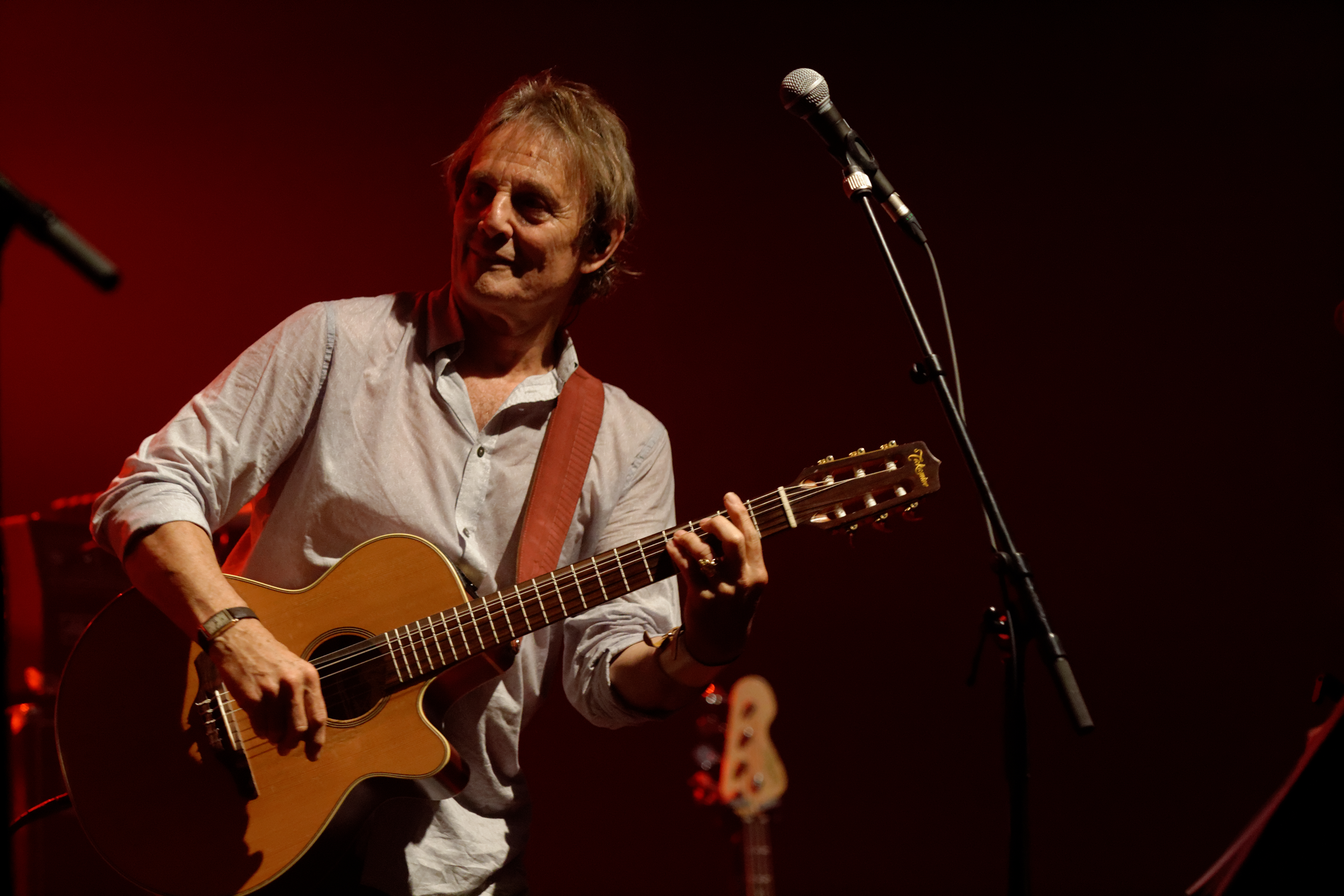
Murray Head sur scène à Quimper en juillet 2013 lors du festival de Cornouaille.

En mai 2011, il publie son autobiographie En Passant avec la collaboration de Jean-Éric Perrin. Son dernier album, My Back Pages, est sorti le 5 novembre 2012 et est entièrement constitué de reprises de chansons d'autres artistes, tels que The Who avec Won't Get Fooled Again, Spencer Davis Group pour la pièce Gimme Some Lovin', Roxy Music pour leur ballade Avalon et bien sûr, la pièce-titre My Back Pages de Bob Dylan.

### Vie privée

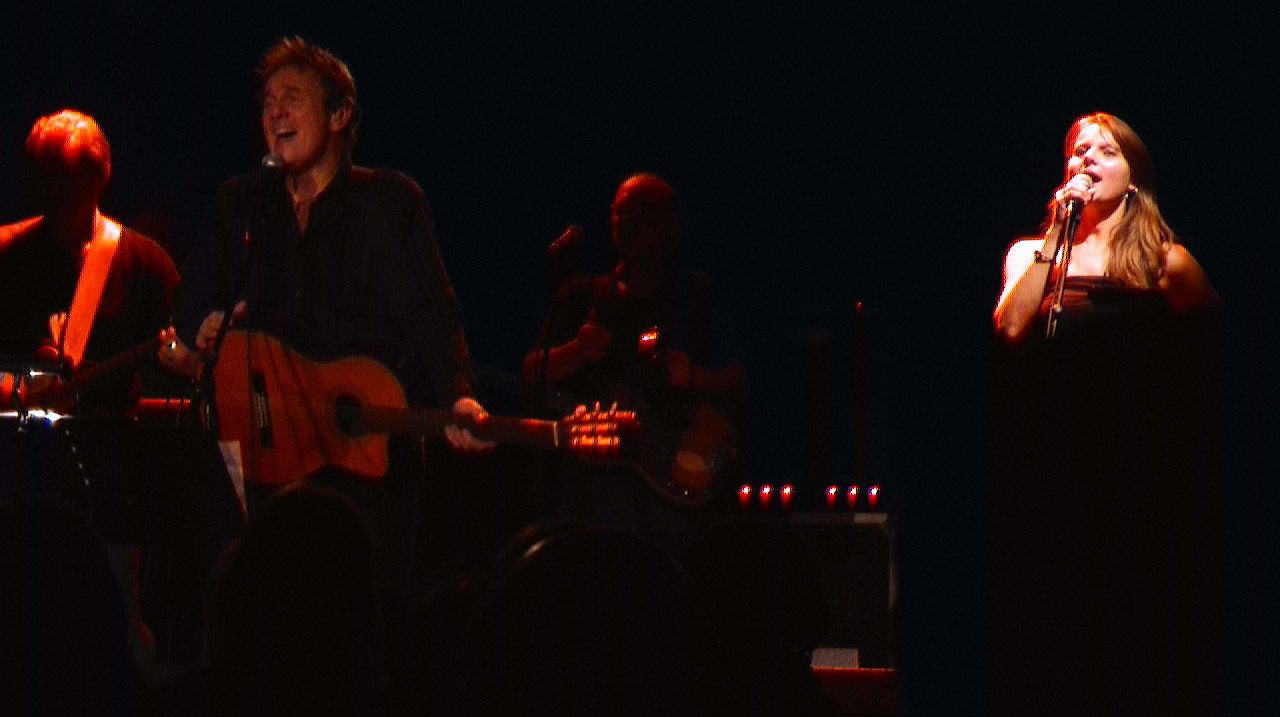
Murray Head et sa fille, Sophie, en concert à Taillis-Vitré en 2004.

Ses parents sont Seafield Head, réalisateur de documentaires, et Helen Shingler, actrice. Celle-ci a interprété le rôle de Mme Maigret dans l'adaptation télévisée des romans de Georges Simenon, Maigret, à la télévision britannique durant les années 1960. Son frère cadet est l'acteur et chanteur Anthony Stewart Head qui a joué dans les séries-télé Buffy contre les vampires et Merlin, et dans les films L'Amant de Lady Chatterley et Sweeney Todd : Le Diabolique Barbier de Fleet Street. Il a aussi enregistré deux albums, Music for Elevators en 2002 et Staring at the Sun en 2014.
Murray a épousé Susan Ellis Jones en 1972, ils ont divorcé en 1992, ils ont eu deux filles, Katherine et Sophie.[réf. nécessaire]
La fille de Murray, Sophie Head chante aussi avec son père, comme dans les chansons Make it easy de l'album Emotions en 2006 ainsi que sur Seras-tu là ? sur l'album Tête à tête en 2007.
Ancien élève du Lycée français Charles-de-Gaulle, Murray parle couramment le français.[réf. nécessaire] Il vit actuellement à Saucède, commune du Béarn.

## Discographie

### Albums studio
- 1972 : Nigel Lived
- 1975 : Say It Ain't So - Bob Weston a écrit avec Murray la chanson Silence Is a Strong Reply.
- 1979 : Between Us - Avec Bob Weston.
- 1981 : Voices
- 1981 : How Many Ways
- 1983 : Shade
- 1984 : Restless
- 1987 : Sooner or Later - Produit par Steve Hillage avec Miquette Giraudy aux claviers.
- 1992 : Wave
- 1993 : Innocence - Réédition de l'album Wave.
- 1995 : Pipe Dreams
- 2002 : Passion
- 2007 : Tête à tête
- 2008 : Rien n'est écrit - Egalement distribué en album double, avec de nouvelles versions de classiques tels que Say It Ain't So, Never Even Thought, You Are, etc.
- 2012 : My Back Pages - Interprète des chansons d'autres artistes, Bob Dylan, Kansas, Spencer Davis Group, The Who, Roxy Music, Dido , etc.

### Albums live
- 1981 : Find the Crowd - Album live issu de trois concerts en France, dont un à Clermont-Ferrand.
- 2009 : Live 2009 vol. 1
- 2010 : Live 2009 vol. 2

### Compilations
- 1990 : Watching Ourselves Go By
- 1995 : When You're in Love
- 2001 : Greatest Hits
- 2006 : Emotions 'My Favourite Songs
- 2016 : Scrapbook - Coffret 3 CD + 1 DVD.

### Collaborations
- 1985 : The Flying Devils Original Soundtrack : Kasper Winding & Murray Head
- 1998 : Ils Chantent Sardou : Chanteur de Jazz

### Participation
- 1973 : Jesus Christ Superstar d'Andrew Lloyd Webber et Tim Rice, Ian Gillan joue le rôle de Jésus et Murray est Judas Iscariote.
- 1986 : Time (The Album) de Dave Clarke. Murray chante sur We're the U.F.O.. - Avec Freddie Mercury, Julian Lennon, Stevie Wonder, Cliff Richard, Laurence Olivier, David Lloyd Stewart, Billy Squier, Ian Bairnson, Chris Thompson, etc.
- 1986 : Chess de Benny Andersson et Björn Ulvaeus, sur des textes de Tim Rice. Murray joue le personnage de "l'américain" et chante sur Merano, One Night in Bangkok, The Deal (No Deal), Endgame et Pity the Child.
- 1991 : Marchand de cailloux de Renaud. Chœurs.
- 2002 : Cindy Cendrillon 2002 de Luc Plamondon et Romano Musumarra - Artistes Variés : Murray présent sur Un Homme Qui Passe avec Lââm, Kristel Adams et Patsy Gallant, sur Envole-Moi Vers Les Étoiles avec toute la troupe ainsi que sur La Légende De Rose Latulipe qu'il chante seul.

### Singles
| Années                                        | Single                            | Meilleur classements dans les charts | Meilleur classements dans les charts | Meilleur classements dans les charts | Meilleur classements dans les charts | Meilleur classements dans les charts | Meilleur classements dans les charts | Meilleur classements dans les charts | Meilleur classements dans les charts | Meilleur classements dans les charts | Meilleur classements dans les charts | Meilleur classements dans les charts | Meilleur classements dans les charts | Album                         |
| Années                                        | Single                            | UK                                   | AUS                                  | AUT                                  | CAN                                  | FRA,                                 | ALL                                  | P-B                                  | NZ                                   | NOR                                  | SUE                                  | SUI                                  | US                                   | Album                         |
| --------------------------------------------- | --------------------------------- | ------------------------------------ | ------------------------------------ | ------------------------------------ | ------------------------------------ | ------------------------------------ | ------------------------------------ | ------------------------------------ | ------------------------------------ | ------------------------------------ | ------------------------------------ | ------------------------------------ | ------------------------------------ | ----------------------------- |
| 1967                                          | She was Perfection                | —                                    | —                                    | —                                    | —                                    | —                                    | —                                    | —                                    | —                                    | —                                    | —                                    | —                                    | —                                    | Single uniquement             |
| 1969                                          | Superstar                         | 47                                   | 5                                    | —                                    | 6                                    | 30                                   | 9                                    | —                                    | —                                    | —                                    | —                                    | —                                    | 14                                   | Single uniquement             |
| 1975                                          | Say It Ain't So, Joe              | —                                    | —                                    | —                                    | —                                    | 34                                   | —                                    | —                                    | —                                    | —                                    | —                                    | —                                    | —                                    | Say It Ain't So               |
| 1976                                          | Someone's Rocking My Dreamboat    | —                                    | —                                    | —                                    | —                                    | —                                    | —                                    | —                                    | —                                    | —                                    | —                                    | —                                    | —                                    | Say It Ain't So               |
| 1977                                          | Never Even Thought                | —                                    | —                                    | —                                    | —                                    | 34                                   | —                                    | —                                    | —                                    | —                                    | —                                    | —                                    | —                                    | Say It Ain't So               |
| 1978                                          | Mademoiselle                      | —                                    | —                                    | —                                    | —                                    | 56                                   | —                                    | —                                    | —                                    | —                                    | —                                    | —                                    | —                                    | Between Us                    |
| 1979                                          | Los Angeles                       | —                                    | —                                    | —                                    | —                                    | 62                                   | —                                    | —                                    | —                                    | —                                    | —                                    | —                                    | —                                    | Between Us                    |
| 1979                                          | Sorry, I Love You                 | —                                    | —                                    | —                                    | —                                    | —                                    | —                                    | —                                    | —                                    | —                                    | —                                    | —                                    | —                                    | Between Us                    |
| 1980                                          | Cocktail Molotov                  | —                                    | —                                    | —                                    | —                                    | —                                    | —                                    | —                                    | —                                    | —                                    | —                                    | —                                    | —                                    | Cocktail Molotov (soundtrack) |
| 1982                                          | Corporation Corridors             | —                                    | —                                    | —                                    | —                                    | 16                                   | —                                    | —                                    | —                                    | —                                    | —                                    | —                                    | —                                    | Shade                         |
| 1982                                          | Maman                             | —                                    | —                                    | —                                    | —                                    | —                                    | —                                    | —                                    | —                                    | —                                    | —                                    | —                                    | —                                    | Shade                         |
| 1984                                          | One Night in Bangkok              | 12                                   | 1                                    | 1                                    | 3                                    | 2                                    | 1                                    | 1                                    | 2                                    | 3                                    | 3                                    | 1                                    | 3                                    | Chess                         |
| 1984                                          | When You're in Love               | —                                    | —                                    | —                                    | —                                    | —                                    | —                                    | —                                    | —                                    | —                                    | —                                    | —                                    | —                                    | Restless                      |
| 1985                                          | Picking Up the Pieces             | —                                    | —                                    | —                                    | —                                    | —                                    | —                                    | —                                    | —                                    | —                                    | —                                    | —                                    | —                                    | Sooner or Later               |
| 1986                                          | Some People                       | —                                    | —                                    | —                                    | —                                    | —                                    | —                                    | —                                    | —                                    | —                                    | —                                    | —                                    | —                                    | Sooner or Later               |
| 1993                                          | Une femme un homme                | —                                    | —                                    | —                                    | —                                    | 26                                   | —                                    | —                                    | —                                    | —                                    | —                                    | —                                    | —                                    | Innocence                     |
| 2013                                          | Say It Ain't So, Joe (reparution) | —                                    | —                                    | —                                    | —                                    | 18                                   | —                                    | —                                    | —                                    | —                                    | —                                    | —                                    | —                                    |                               |
| "—" signifie que le single n'a pas été classé |                                   |                                      |                                      |                                      |                                      |                                      |                                      |                                      |                                      |                                      |                                      |                                      |                                      |                               |

## Filmographie

### Cinéma
- 1966 : Chaque chose en son temps (The Family Way) de Roy Boulting : Geoffrey Fitton (+ chante Someday Soon)
- 1967 : À cœur joie de Serge Bourguignon : l'assistant de Dickinson
- 1971 : Aphrousa (Αφρούσα) d'Evangelos Ioannidis : Nicholas
- 1971 : Un dimanche comme les autres (Sunday Bloody Sunday) de John Schlesinger : Bob Elkin
- 1971 : La Mandarine d'Édouard Molinaro : Tony l'anglais
- 1973 : Gawain et le Chevalier vert (Gawain and the Green Knight) de Stephen Weeks : Gauvain
- 1975 : El poder del deseo de Juan Antonio Bardem : Javier
- 1977 : Madame Claude de Just Jaeckin : David Evans
- 1987 : Sur la route de Nairobi (White Mischief) de Michael Radford : Lizzie
- 1989 : Un été d'orages de Charlotte Brandström : Jack (+ compositeur)
- 1989 : La Barbare de Mireille Darc : Michael
- 1996 : Beaumarchais, l'insolent d'Édouard Molinaro : Lord Rochford
- 1999 : Le Grand Serpent du Monde d'Yves Dion : Tom
- 2002 : Les Amants du Nil d'Éric Heumann : Le Colonel
- 2003 : Moi César, 10 ans ½, 1m39 de Richard Berry : M. Fitzpatrick
- 2009 : No pasarán, il était une fois dans le sud-ouest de Martin & Caussé : Peter Konchelski
- 2015 : Horsehead de Romain Basset : Jim

### Téléfilms
- 2004 : D-Day, leur jour le plus long : Robert Douin.
- 2005 : The Slavery Business : How To Make A Million From Slavery Film de Michael Samuels avec Cara Bamford, Emma Buckley, Raymond Coulthard et Murray Head qui joue le rôle de Captain Slater.

### Scénariste
- 1999 : Les Enfants du siècle de Diane Kurys. Coscénariste avec François-Olivier Rousseau

### Musiques de films
- 1980 : Cocktail Molotov - Film de Diane Kurys, Murray chante une de ses compositions, Dearest Anne.
- 1982 : Pour cent briques, t'as plus rien... - Film de Édouard Molinaro d'après la pièce de Didier Kaminka avec Daniel Auteuil, Gérard Jugnot, Darry Cowl et Anémone. Musique originale de Murray Head qui chante la chanson No Mystery
- 1985 : The Flying Devils Original Soundtrack - Musique de Kasper Winding & Murray Head.
- 1988 : À gauche en sortant de l'ascenseur - Film de Édouard Molinaro Avec Pierre Richard, Richard Bohringer, Emmanuelle Béart et Fanny Cottençon. Musique de Murray Head qui interprète une de ses propres chansons, Affair Across A Crowded Room
- 1989 : Un été d'orages - Film de Charlotte Brandstrom avec Judith Godrèche, Murray Head joue le personnage de Jack. Musique originale de Murray.
- 1992 : Patrick Dewaere - Film documentaire de Marc Esposito avec Serge Rousseau, Bertrand Blier, Miou-Miou, Claude Sautet, Claude Lelouch. Musique de Murray Head et Patrick Dewaere.

### Séries télévisées
- 1967 : St Ives, 2 épisodes : Saladin
- 1971 : Shirley's world : Ray King
- 1974 : The Fortunes of Nigel : Lord Dalgarno
- 1974 : Seven Faces of a Woman : Tom
- 1974 : Intent for Murder : Larry
- 1974 : Play for Today, épisode Taking Leave : un chanteur
- 1979 : Le Retour du Saint (Return Of The Saint), épisode La Fille du diplomate : Pierre de la Garde
- 1979 : Prince Regent, 3 épisodes : George Canning
- 1989 : Boon : Rupert Cole
- 1998 : Les Nouvelles aventures de Robin des Bois (The New Adventures Of Robin Hood) : Ripley
- 1999 : The Knock : deux épisodes Mike Hewson
- 2000 : Casualty : Épisode Choked : Part Two : Billy Cooper
- 2000 : North Square , 8 épisodes : Juge Martin Bould
- 2000 : The Vice , 2 épisodes : Tommy Roker
- 2002 : Asbestos : Peter Bedford
- 2002 : Music-Hall : Clife Maisie
- 2003 : Rosemary et Thyme : Nev Connolly
- 2004 : The Bill : Charles Mawdsley
- 2005-2007 : Heartbeat, 13 épisodes : Jack Rollins
- 2007 : Judge John Deed : Juge Prévin
- 2007 : Holby City : Doug Finn (3 épisodes, 2007) / Steve Rurner (1 épisode, 2012) / Billy Tressler (3 épisodes, 2014)
- 2009 : Revivre : Steven Winterley
- 2010-2017 : Doctors : Pete Perry (épisode Birth of the Blues) / Leo Treadwell (épisode Difficulty, 2013) / Ralphy Aspden (2 épisodes Walk a Mile et Coming Like a Ghost Town, 2017)
- 2011 : Les Enquêtes de Vera (Vera), saison1, épisode 1 Des vérités cachées : Peter Calvert
- 2014 : Horsehead : Jim.
- 2019 : La Guerre des Mondes (War of the Worlds) : Mikel